# Фіріза
Фіріза (рум. Firiza) — село у повіті Марамуреш в Румунії. Адміністративно підпорядковане місту Бая-Маре.
Село розташоване на відстані 415 км на північний захід від Бухареста, 9 км на північ від Бая-Маре, 108 км на північ від Клуж-Напоки.

## Населення
За даними перепису населення 2002 року у селі проживали 1327 осіб, з них 1323 особи (99,7%) румунів. Рідною мовою 1325 осіб (99,8%) назвали румунську.